# Doyen des Français

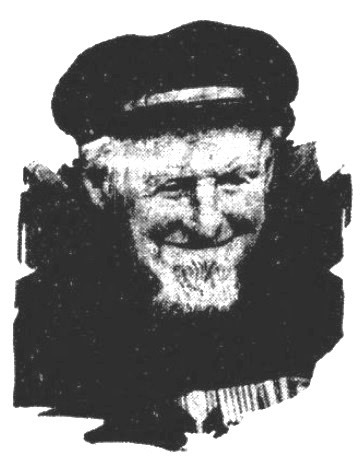
Yves Prigent (1833-1937), ancien combattant de la guerre de Crimée, considéré comme le doyen des Français en 1937.

Le doyen ou la doyenne des Français est la personne de nationalité française qui, à un moment donné, est supposée être la plus âgée des Français. Le « titre » n'est décerné qu'en l'état des connaissances, et n'offre donc pas de garanties.

## Attribution de la doyenneté
Les services publics ne délivrent pas de renseignements concernant l'état civil des citoyens. L'Insee, tenu par le « secret statistique », n'informe pas les chercheurs : s'il lui arrive de leur fournir les noms de « supercentenaires », ce n'est qu'après la mort de ces personnes,. Des recoupements sont donc effectués par le département « Démographie et santé » de l'Inserm, par des particuliers passionnés ou par les médias. Le résultat n'est donc pas fiable à 100 % et n'a pas de valeur juridique. Scientifiques et médias rappellent parfois qu'ils ne désignent qu'un doyen « connu » ou une doyenne « connue », car des personnes peuvent échapper aux recherches ou refuser que l'on parle d'elles.

## Jeanne Calment
La Française Jeanne Calment, née le 21 février 1875 à Arles (Bouches-du-Rhône), est restée doyenne des Français pendant plus de dix ans à compter du 20 juin 1986 et doyenne de l'humanité du 11 janvier 1988 jusqu'à sa mort le 4 août 1997 à l'âge de 122 ans, 5 mois et 14 jours. Elle est la personne ayant vécu le plus longtemps au monde dont la naissance a pu être établie de manière certaine.
Hormis elle, les doyens ne le restent généralement que quelques mois.

## Doyens des années 2010

### Naissance auXIXesiècle
À la mort d'Eugénie Blanchard, le 4 novembre 2010, Mathilde Aussant, née le 27 février 1898, devient doyenne des Français, selon l'Inserm.
À la mort de celle-ci le 3 juillet 2011, Marcelle Narbonne, née le 25 mars 1898, lui succède. L'Inserm l'annonce le 25 juillet. Cependant, Jean-Marie Robine, directeur de recherche dans cet institut, met en garde : « L’information sur les vivants n’est pas exhaustive […] On ne peut rien garantir […] Il faut savoir que certaines familles refusent que le nom de leurs très âgés soit divulgué […] Nous avons les noms de l’ensemble de la population, mais uniquement à partir du moment où ces gens sont décédés ». Marcelle Narbonne devient aussi, le 2 août 2011, la doyenne des Européens,.
Mais le 27 juillet, l'« Amicale des Saïdéens » attire l'attention de la presse sur une de ses membres, Marie-Isabelle Diaz, habitant sur l'île de La Réunion, née le 22 février 1898 et par conséquent plus âgée que les deux dernières doyennes « officielles » désignées par l'Inserm. Marie-Isabelle Diaz meurt le 29 octobre 2011 mais on apprend son décès seulement le 4 janvier 2012. Elle aurait par conséquent été peut-être la doyenne des Français entre le 4 novembre 2010, date de la disparition d'Eugénie Blanchard et le 29 octobre 2011. Mais la famille de cette femme discrète ne s'est pas formalisée de la possible erreur et n'a pas « demandé de rectification ». Le 28 avril 2012, les recherches d'actes d'état civil de l'un des correspondants français du Gerontology Research Group permettront de prouver que Maria Diaz était bien née le 22 février 1898; et donc fut doyenne des Français du 4 novembre 2010 (mort d'Eugénie Blanchard) à son propre décès, le 29 octobre 2011.
Le 1er janvier 2012, Marcelle Narbonne meurt. Selon le classement des scientifiques du Gerontology Research Group, la nouvelle doyenne serait donc Marie-Thérèse Bardet, née le 2 juin 1898 qui meurt cependant quelques mois après cette reconnaissance, le 8 juin 2012, à l'âge de 114 ans et 6 jours.
Elle est remplacée par la Marseillaise Paule Bronzini (née le 7 juin 1900), qui meurt moins de deux mois après l'attribution de son titre de doyenne, le 29 août 2012. Lui succède Maria Richard, née le 28 novembre 1900 à Florenville (Belgique) et morte le 10 octobre 2012 à Béziers (Hérault). On apprend qu'elle n'était que vice-doyenne de France après la découverte d'Irénise Moulonguet, née le 6 novembre 1900 et morte le 28 mai 2013.

### Naissance auXXesiècle
Du 29 mai 2013 jusqu'au 14 juillet 2013, la doyenne des Français est Suzanne Burrier, née le 14 mars 1901. Le titre de doyenne des Français passe alors à Marie Liguinen, née le 26 mars 1901. À sa mort, le 2 avril 2015, Olympe Amaury devient à son tour la doyenne des Français.
À la mort d'Olympe Amaury le 12 mai 2015, Eudoxie Baboul devient la doyenne des Français jusqu'à sa mort, le 1er juillet 2016. Le titre est ensuite détenu par Élisabeth Collot, jusqu'à sa mort le 4 septembre 2016, jour où Honorine Rondello devient la doyenne.
En 2017, les médias découvrent la Mahoraise Tava Colo, née le 22 décembre 1902. Certains médias ont avancé que les actes d'état civils mahorais antérieurs à 1977 seraient sujets à caution et préfèrent Lucile Randon (plus jeune de deux ans) comme doyenne officielle ; cependant il n'y a aucune raison de croire que les qadis mahorais du début du XXe siècle auraient falsifié la date de naissance de Tava Colo, et d'après l’information donnée par sa carte nationale d'identité, elle serait la doyenne légale. Tava Colo meurt le 1er mai 2021 à 118 ans.

## Records de longévité

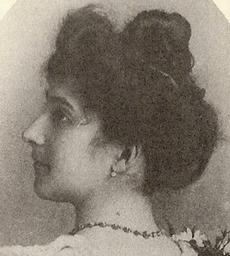
La Française Jeanne Calment (1875-1997), personne la plus âgée dont l'âge a pu être confirmé.

La personne ayant officiellement vécu le plus longtemps est la Française Jeanne Calment qui s'est éteinte le 4 août 1997 à l'âge de 122 ans et 164 jours.
Depuis le 9 mai 2024, le Français ayant officiellement vécu le plus longtemps est Georges Thomas, né le 19 novembre 1911  et mort le 1er juin 2024 soit une durée de vie de 112 ans et 195 jours.

## Liste des doyennes et doyens nationaux
Le tableau suivant retrace l'ensemble des doyennes et doyens nationaux qui se sont succédé depuis le 11 août 1946 et répertorie leurs prédécesseurs connus.
| Du                | Au                | Nom                                  | Sexe | Âge au décès (ou actuel) | Date de naissance  | À                                  | Date de décès     | À                                     | Durée          | Remarques |
| ----------------- | ----------------- | ------------------------------------ | ---- | ------------------------ | ------------------ | ---------------------------------- | ----------------- | ------------------------------------- | -------------- | --- |
| 17 janvier 2023   |                   | Marie-Rose Tessier                   | F    | 115 ans, 86 jours        | 21 mai 1910        | Beaurepaire (Vendée)               |                   |                                       | 941 jours      | |
| 19 octobre 2017   | 17 janvier 2023   | Lucile Randon (Sœur André)           | F    | 118 ans, 340 jours       | 11 février 1904    | Alès (Gard)                        | 17 janvier 2023   | Toulon (Var)                          | 1916 jours     | Doyenne de l'humanité à partir du 19 avril 2022. Doyenne française la plus âgée du XXIe siècle. 2e personne la plus âgée de l'histoire de France et d'Europe. Personne qui est restée le plus longtemps doyenne française depuis Jeanne Calment. 4e personne la plus âgée de l'histoire de l'humanité La personne ecclésiastique la plus âgée de tous les temps. |
| 4 septembre 2016  | 19 octobre 2017   | Honorine Rondello                    | F    | 114 ans, 83 jours        | 28 juillet 1903    | Kérity (Côtes-du-Nord)             | 19 octobre 2017   | Saint-Maximin-la-Sainte-Baume (Var)   | 410 jours      | |
| 1er juillet 2016  | 4 septembre 2016  | Élisabeth Collot                     | F    | 113 ans, 75 jours        | 21 juin 1903       | Andelot-Blancheville (Haute-Marne) | 4 septembre 2016  | Échirolles (Isère)                    | 65 jours       | |
| 12 mai 2015       | 1er juillet 2016  | Eudoxie Baboul                       | F    | 114 ans, 274 jours       | 1er octobre 1901   | Sinnamary (Guyane)                 | 1er juillet 2016  | Cayenne (Guyane)                      | 416 jours      | Doyenne des DOM-COM. |
| 2 avril 2015      | 12 mai 2015       | Olympe Amaury                        | F    | 113 ans, 326 jours       | 19 juin 1901       | Tracy-sur-Loire (Nièvre)           | 12 mai 2015       | Amilly (Loiret)                       | 40 jours       | |
| 14 juillet 2013   | 2 avril 2015      | Marie Liguinen                       | F    | 114 ans, 7 jours         | 26 mars 1901       | Saint-Salvadour (Corrèze)          | 2 avril 2015      | Draveil (Essonne)                     | 627 jours      | Ne fut connue qu'en juillet 2014, Olympe Amaury a été déclarée à tort. |
| 28 mai 2013       | 14 juillet 2013   | Suzanne Burrier                      | F    | 112 ans, 122 jours       | 14 mars 1901       | Montluçon (Allier)                 | 14 juillet 2013   | Montluçon (Allier)                    | 47 jours       | |
| 29 août 2012      | 28 mai 2013       | Irénise Moulonguet                   | F    | 112 ans, 203 jours       | 6 novembre 1900    | Basse-Pointe (Martinique)          | 28 mai 2013       | Morne-Rouge (Martinique)              | 272 jours      | Doyenne des DOM-COM. Dernière Française née au XIXe siècle. |
| 8 juin 2012       | 29 août 2012      | Paule Bronzini                       | F    | 112 ans, 53 jours        | 7 juillet 1900     | Marseille (Bouches-du-Rhône)       | 29 août 2012      | Robion (Vaucluse)                     | 82 jours       | |
| 1er janvier 2012  | 8 juin 2012       | Marie-Thérèse Jégat                  | F    | 114 ans, 6 jours         | 2 juin 1898        | Lorient (Morbihan)                 | 8 juin 2012       | Pontchâteau (Loire-Atlantique)        | 159 jours      | Doyenne européenne. |
| 29 octobre 2011   | 1er janvier 2012  | Marcelle Narbonne                    | F    | 113 ans, 282 jours       | 25 mars 1898       | Isserville (Algérie française)     | 1er janvier 2012  | Argelès-sur-Mer (Pyrénées-Orientales) | 64 jours       | Doyenne européenne à partir du 2 août 2011 (doyenne vivant sur le sol européen, Marie-Isabelle Diaz étant de La Réunion). |
| 4 novembre 2010   | 29 octobre 2011   | Marie-Isabelle Diaz                  | F    | 113 ans, 249 jours       | 22 février 1898    | Sidi Bel Abbes (Algérie française) | 29 octobre 2011   | La Possession (La Réunion)            | 359 jours      | Doyenne des DOM-COM. |
| 25 mai 2008       | 4 novembre 2010   | Eugénie Blanchard (Sœur Cyria Costa) | F    | 114 ans, 261 jours       | 16 février 1896    | Saint-Barthélemy                   | 4 novembre 2010   | Saint-Barthélemy                      | 893 jours      | Doyenne de l'humanité à partir du 2 mai 2010. |
| 15 septembre 2007 | 25 mai 2008       | Clémentine Solignac                  | F    | 113 ans, 261 jours       | 7 septembre 1894   | Vorey-sur-Arzon (Haute-Loire)      | 25 mai 2008       | Vorey-sur-Arzon (Haute-Loire)         | 253 jours      | Vice-doyenne européenne. |
| 12 août 2006      | 15 septembre 2007 | Marie-Simone Capony                  | F    | 113 ans, 185 jours       | 14 mars 1894       | Charlieu (Loire)                   | 15 septembre 2007 | Cannes (Alpes-Maritimes)              | 399 jours      | Vice-doyenne européenne. Vivait seule en appartement à Cannes. |
| 26 mars 2005      | 12 août 2006      | Camille Loiseau                      | F    | 114 ans, 180 jours       | 13 février 1892    | Seine                              | 12 août 2006      | Villejuif (Val-de-Marne)              | 504 jours      | Doyenne européenne. |
| 18 avril 2002     | 26 mars 2005      | Anne Primout                         | F    | 114 ans, 172 jours       | 5 octobre 1890     | Algérie française                  | 26 mars 2005      | Perpignan (Pyrénées-Orientales)       | 1073 jours     | Reconnue doyenne à titre posthume en janvier 2006. Vice-doyenne européenne. |
| 6 juin 2001       | 18 avril 2002     | Germaine Haye                        | F    | 113 ans, 190 jours       | 10 octobre 1888    | Longny-au-Perche (Orne)            | 18 avril 2002     | Mortagne-au-Perche (Orne)             | 316 jours      | Doyenne des Européens |
| 3 janvier 1999    | 6 juin 2001       | Marie Brémont                        | F    | 115 ans, 42 jours        | 25 avril 1886      | Noëllet (Maine-et-Loire)           | 6 juin 2001       | Candé (Maine-et-Loire)                | 885 jours      | Doyenne de l'humanité. À la date de son décès, 2e personne la plus âgée de l'histoire de France. 5e personne la plus âgée de l'histoire de France. Française la plus âgée qui soit née au XIXe siècle et ayant vécu au XXIe siècle. |
| 9 mars 1998       | 3 janvier 1999    | Jeanne Dumaine                       | F    | 112 ans, 290 jours       | 19 mars 1886       | Seine                              | 3 janvier 1999    | Essonne                               | 300 jours      | |
| 4 août 1997       | 9 mars 1998       | Marie-Hélène Chanteperdrix           | F    | 112 ans, 4 jours         | 5 mars 1886        | Saint-Pierre-Brouck (Nord)         | 9 mars 1998       | Aubervilliers (Seine-Saint-Denis)     | 217 jours      | |
| 20 juin 1986      | 4 août 1997       | Jeanne Calment                       | F    | 122 ans, 164 jours       | 21 février 1875    | Arles (Bouches-du-Rhône)           | 4 août 1997       | Arles (Bouches-du-Rhône)              | 4063 jours     | Doyenne de l'humanité. La personne ayant vécu le plus longtemps de tous les temps. |
| 18 novembre 1982  | 20 juin 1986      | Eugénie Roux                         | F    | 112 ans, 147 jours       | 24 janvier 1874    | Lyon (Rhône)                       | 20 juin 1986      | Jura                                  | 1 310 jours    | |
| 25 avril 1981     | 18 novembre 1982  | Elvire Mendiboure                    | F    | 109 ans, 122 jours       | 19 juillet 1873    | Argentine                          | 18 novembre 1982  | Landes                                | 572 jours      | |
| 8 mars 1981       | 25 avril 1981     | Élisa Esnault                        | F    | 110 ans, 136 jours       | 10 décembre 1870   | Loire-Inférieure                   | 25 avril 1981     | Loire-Atlantique                      | 48 jours       | |
| 14 avril 1979     | 8 mars 1981       | Augustine Tessier (Sœur Julia)       | F    | 112 ans, 65 jours        | 2 janvier 1869     | Gard                               | 8 mars 1981       | Hérault                               | 694 jours      | Première française à atteindre les 112 ans. Doyenne de l'humanité |
| 25 avril 1978     | 14 avril 1979     | Frédérique Noël                      | F    | 110 ans, 299 jours       | 19 juin 1868       | Seine                              | 14 avril 1979     | Seine-et-Marne                        | 354 jours      | |
| 4 septembre 1975  | 25 avril 1978     | Marie-Virginie Duhem                 | F    | 111 ans, 266 jours       | 2 août 1866        | Seclin (Nord)                      | 25 avril 1978     | Wattignies (Nord)                     | 964 jours      | Vice-doyenne de l’humanité |
| 7 avril 1974      | 4 septembre 1975  | Marie-Ernestine Compain              | F    | 109 ans, 316 jours       | 23 octobre 1865    | Sarthe                             | 4 septembre 1975  | Sarthe                                | 546 jours      | |
| 18 mars 1971      | 7 avril 1974      | Laurence Entiope                     | F    | 111 ans, 119 jours       | 9 décembre 1862    | Le Marin (Martinique)              | 7 avril 1974      | Le Lamentin (Martinique)              | 1116 jours     | Première Doyenne de l'humanité française |
| 7 mars 1970       | 18 mars 1971      | Émilie Coquerant                     | F    | 108 ans, 181 jours       | 18 septembre 1862  | Martinique                         | 18 mars 1971      | Martinique                            | 376 jours      | |
| 16 janvier 1970   | 7 mars 1970       | Eugénie Proux                        | F    | 107 ans, 184 jours       | 4 septembre 1862   | Charente-Maritime                  | 7 mars 1970       | Charente-Maritime                     | 50 jours       | |
| 26 novembre 1968  | 16 janvier 1970   | Eugénie Marchand                     | F    | 107 ans, 137 jours       | 1er septembre 1862 | Seine                              | 16 janvier 1970   | Vaucluse                              | 416 jours      | |
| 1er août 1968     | 26 novembre 1968  | Marie Rey                            | F    | 107 ans, 205 jours       | 5 mai 1861         | Tarn                               | 26 novembre 1968  | Aude                                  | 117 jours      | |
| 6 juin 1968       | 1er août 1968     | Marie Lefranc                        | F    | 108 ans, 129 jours       | 25 mars 1860       | Marne                              | 1er août 1968     | Vendée                                | 56 jours       | |
| 10 décembre 1965  | 6 juin 1968       | Pauline Georgette Jeanmaire          | F    | 111 ans, 145 jours       | 13 janvier 1857    | Haute-Marne                        | 6 juin 1968       | Val-d'Oise                            | 909 jours      | Première française à atteindre les 111 ans. Vice-doyenne de l'humanité |
| 8 mars 1963       | 10 décembre 1965  | Ferdinise Nébolle                    | F    | 110 ans, 207 jours       | 17 mai 1855        | Le Marin (Martinique)              | 10 décembre 1965  | Le Marin (Martinique)                 | 1008 jours     | Première supercentenaire française. Vice-doyenne de l’humanité |
| 7 juillet 1962    | 8 mars 1963       | Félicie Carrier                      | F    | 107 ans, 348 jours       | 25 mars 1855       | Aude                               | 8 mars 1963       | Aude                                  | 244 jours      | |
| 14 décembre 1960  | 7 juillet 1962    | Désirée Fouchet, épouse Delory       | F    | 108 ans, 25 jours        | 12 juin 1854       | Saint-Cyr-du-Gault (Loir-et-Cher)  | 7 juillet 1962    | Gombergean (Loir-et-Cher)             | 570 jours      | |
| 23 janvier 1960   | 14 décembre 1960  | Auguste Décate                       | H    | 106 ans, 310 jours       | 8 février 1854     | Seine                              | 14 décembre 1960  | Nièvre                                | 326 jours      | |
| 12 août 1958      | 23 janvier 1960   | Marie-Thérèse Mulle                  | F    | 107 ans, 44 jours        | 10 décembre 1852   | Gers                               | 23 janvier 1960   | Gers                                  | 529 jours      | |
| 8 décembre 1955   | 12 août 1958      | Marie Langlois                       | F    | 107 ans, 156 jours       | 9 mars 1851        | Calvados                           | 12 août 1958      | Calvados                              | 978 jours      | |
| 16 mars 1955      | 8 décembre 1955   | Séraphin Pruvot                      | H    | 106 ans, 90 jours        | 9 septembre 1849   | Pas-de-Calais                      | 8 décembre 1955   | Pas-de-Calais                         | 267 jours      | |
| 21 février 1955   | 16 mars 1955      | Jean Baechler                        | H    | 105 ans, 219 jours       | 9 août 1849        | Haut-Rhin                          | 16 mars 1955      | Haut-Rhin                             | 23 jours       | |
| 17 janvier 1955   | 21 février 1955   | Marie Forestier                      | F    | 105 ans, 314 jours       | 13 mars 1849       | Dordogne                           | 21 février 1955   | Dordogne                              | 35 jours       | |
| 23 décembre 1954  | 17 janvier 1955   | Pauline Antoine                      | F    | 106 ans, 186 jours       | 15 juillet 1848    | Lyon (Rhône)                       | 17 janvier 1955   | Ardèche                               | 25 jours       | |
| 14 janvier 1953   | 23 décembre 1954  | Marie-Françoise Bastien              | F    | 106 ans, 347 jours       | 10 janvier 1848    | Moselle                            | 23 décembre 1954  | Moselle                               | 708 jours      | |
| 12 juillet 1952   | 14 janvier 1953   | Mélanie Lehmann                      | F    | 106 ans, 167 jours       | 31 juillet 1846    | Seine                              | 14 janvier 1953   | Seine                                 | 186 jours      | |
| 14 septembre 1951 | 12 juillet 1952   | Marianne Dubernet                    | F    | 106 ans, 82 jours        | 21 avril 1846      | Basses-Pyrénées                    | 12 juillet 1952   | Landes                                | 302 jours      | |
| 29 décembre 1949  | 14 septembre 1951 | Louise Martin                        | F    | 106 ans, 270 jours       | 18 décembre 1844   | Gard                               | 14 septembre 1951 | Gard                                  | 624 jours      | |
| 21 septembre 1946 | 29 décembre 1949  | Irma Sablon                          | F    | 107 ans, 258 jours       | 15 avril 1842      | Nord                               | 29 décembre 1949  | Nord                                  | 1195 jours     | |
| 11 août 1946      | 21 septembre 1946 | Angéline Clercq                      | F    | 105 ans, 250 jours       | 17 janvier 1841    | Somme                              | 21 septembre 1946 | Somme                                 | 41 jours       | |
| NC                | 11 août 1946      | Julie Forter                         | F    | 105 ans, 241 jours       | 13 décembre 1840   | Nord                               | 11 août 1946      | Nord                                  | Pas de données | |
| NC                | 9 mars 1939       | Anne Joséphine Amica Molin           | F    | 107 ans, 146 jours       | 13 octobre 1831    | Beyssat (Puy-de-Dôme)              | 9 mars 1939       | Saint-Quentin-des-Isles (Eure)        | Pas de données | |
| NC                | 20 février 1930   | Claudine Lavigne                     | F    | 106 ans, 350 jours       | 11 mars 1823       | Flagy (Saône-Et-Loire)             | 24 février 1930   | Flagy (Saône-Et-Loire)                | Pas de données | |

## Liste des doyens masculins de France
| Du                 | Au                 | Nom                       | Âge au décès (ou actuel) | Date de naissance | À                                         | Date de décès      | À                                    | Durée          | Remarques |
| ------------------ | ------------------ | ------------------------- | ------------------------ | ----------------- | ----------------------------------------- | ------------------ | ------------------------------------ | -------------- | --- |
| 1er juin 2024      |                    | Maurice Le Coutour        | 111 ans, 95 jours        | 12 mai 1914       | Gouberville (Manche)                      |                    |                                      | 440 jours      | |
| 15 juillet 2022    | 1 juin 2024        | Georges Thomas,           | 112 ans, 195 jours       | 19 novembre 1911  | Payré (Vienne)                            | 1er juin 2024      | Rochefort (Charente-Maritime)        | 687 jours      | Troisième Français à atteindre l’âge de 112 ans. Homme le plus âgé de toute l’histoire de France. Vice-doyen masculin de l'humanité.           |
| 15 décembre 2021   | 15 juillet 2022    | André Boite               | 111 ans, 221 jours       | 6 décembre 1910   | Argent-sur-Sauldre (Cher)                 | 15 juillet 2022    | Nice (Alpes Maritimes)               | 212 jours      | Doyen masculin des Européens |
| 5 octobre 2021     | 15 décembre 2021   | Marcel Meys               | 112 ans, 156 jours       | 12 juillet 1909   | Saint-Julien-de-l'Herms (Isère)           | 15 décembre 2021   | Vienne (Isère)                       | 71 jours       | Second Français à atteindre l'âge de 112 ans. Vice-doyen masculin d'Europe.                                                                    |
| 13 octobre 2019    | 5 octobre 2021     | Jules Théobald            | 112 ans, 171 jours       | 17 avril 1909     | Le Robert (Martinique)                    | 5 octobre 2021     | Fort-de-France (Martinique)          | 723 jours      | Deuxième Français le plus âgé de toute l'histoire de France. Premier Français à atteindre l’âge de 112 ans. Vice-doyen masculin de l'humanité. |
| 24 novembre 2016   | 13 octobre 2019    | Roger Auvin               | 111 ans, 207 jours       | 20 mars 1908      | Champagné-le-Sec (Vienne)                 | 13 octobre 2019    | Limalonges (Deux-Sèvres)             | 1053 jours     | 5e homme le plus âgé de l'histoire de France. Ouvrier                                                                                          |
| 9 mars 2016        | 24 novembre 2016   | Georges Massard           | 110 ans, 22 jours        | 2 novembre 1906   | Issy-les-Moulineaux (Hauts-de-Seine)      | 24 novembre 2016   | Grandcamp-Maisy (Calvados)           | 260 jours      | Inspecteur à la Compagnie générale des eaux |
| 13 janvier 2016    | 9 mars 2016        | Robert Bourdon            | 109 ans, 350 jours       | 25 mars 1906      | Issy-les-Moulineaux (Hauts-de-Seine)      | 9 mars 2016        | Nice (Alpes-Maritimes)               | 56 jours       | Ingénieur Supélec promotion 1924 |
| 18 janvier 2015    | 13 janvier 2016    | Roger Gouzy               | 110 ans, 174 jours       | 23 juillet 1905   | La Palme (Aude)                           | 13 janvier 2016    | La Palme (Aude)                      | 360 jours      | [ 35 ] |
| 15 septembre 2013  | 18 janvier 2015    | Philippe Vocanson         | 110 ans, 90 jours        | 20 octobre 1904   | Saint-Jeures (Haute-Loire)                | 18 janvier 2015    | Saint-Étienne (Loire)                | 490 jours      | |
| 21 août 2012       | 15 septembre 2013  | Émile Turlant             | 109 ans, 167 jours       | 1er avril 1904    | Moulins (Allier)                          | 15 septembre 2013  | Varennes-Vauzelles (Nièvre)          | 390 jours      | |
| 3 avril 2012       | 21 août 2012       | Louis Le Bouëdec          | 109 ans, 191 jours       | 12 février 1903   | Lorient (Morbihan)                        | 21 août 2012       | Ploemeur (Morbihan)                  | 140 jours      | Résistant pendant la Seconde Guerre mondiale, chevalier de la Légion d'Honneur.                                                                |
| 10 janvier 2011    | 3 avril 2012       | André Coudrat             | 109 ans, 269 jours       | 9 juillet 1902    | Châtillon-sur-Loire (Loiret)              | 3 avril 2012       | Beaune-la-Rolande (Loiret)           | 449 jours      | [ 36 ] |
| 24 octobre 2010    | 10 janvier 2011    | Charles De Antoni         | 109 ans, 145 jours       | 18 août 1901      | Bourg-en-Bresse (Ain)                     | 10 janvier 2011    | Maisons-Laffitte (Yvelines)          | 78 jours       | Premier trompette à l'Opéra-Comique. Nommé chevalier de l'ordre des Arts et des Lettres en 2010.                                               |
| 31 décembre 2009   | 24 octobre 2010    | Philibert Parnasse        | 109 ans, 171 jours       | 6 mai 1901        | Baillif (Guadeloupe)                      | 24 octobre 2010    | Baillif (Guadeloupe)                 | 297 jours      | [ 38 ] |
| 1er mars 2009      | 31 décembre 2009   | Félix Maximilien Rostaing | 109 ans, 4 jours         | 27 décembre 1900  | Montricher (Savoie)                       | 31 décembre 2009   | Capbreton (Landes)                   | 305 jours      | Dernier homme français vivant du XIXe siècle                                                                                                   |
| 20 novembre 2008   | 1er mars 2009      | Joseph Malahieude         | 108 ans, 148 jours       | 4 octobre 1900    | Wimereux (Pas-de-Calais)                  | 1er mars 2009      | Wimereux (Pas-de-Calais)             | 101 jours      | [ 39 ] |
| 12 mars 2008       | 20 novembre 2008   | Pierre Picault            | 109 ans, 268 jours       | 27 février 1899   | Bou (Loiret)                              | 21 novembre 2008   | Bou (Loiret)                         | 253 jours      | Vétéran de 1918 |
| 20 janvier 2008    | 12 mars 2008       | Lazare Ponticelli         | 110 ans, 96 jours        | 7 décembre 1897   | Bettola (Italie)                          | 12 mars 2008       | Le Kremlin-Bicêtre (Val-de-Marne)    | 52 jours       | Dernier poilu |
| 25 août 2007       | 20 janvier 2008    | Louis de Cazenave         | 110 ans, 96 jours        | 16 octobre 1897   | Saint-Georges-d'Aurac (Haute-Loire)       | 20 janvier 2008    | Brioude (Haute-Loire)                | 148 jours      | Avant-dernier poilu (dernier poilu né Français).                                                                                               |
| 10 novembre 2006   | 25 août 2007       | Aimé Avignon              | 110 ans, 204 jours       | 2 février 1897    | Saint-Paul-le-Froid (Lozère)              | 25 août 2007       | Alès (Gard)                          | 248 jours      | |
| 1er septembre 2003 | 10 novembre 2006   | Maurice Floquet           | 111 ans, 320 jours       | 25 décembre 1894  | Poissons (Haute-Marne)                    | 10 novembre 2006   | Montauroux (Var)                     | 1165 jours     | 4e homme le plus âgé de l'histoire de France. Poilu                                                                                            |
| 20 février 2003    | 1er septembre 2003 | Jean Chevenet             | 108 ans, 280 jours       | 25 novembre 1894  | Loiret                                    | 1er septembre 2003 | Puy-de-Dôme                          | 194 jours      | |
| 25 août 2001       | 20 février 2003    | Joseph Rabenda            | 111 ans, 42 jours        | 10 janvier 1892   | Piekary (Pologne)                         | 20 février 2003    | Montluçon (Allier)                   | 544 jours      | |
| 3 avril 2001       | 25 août 2001       | Raymond Abescat           | 109 ans, 349 jours       | 10 septembre 1891 | Auteuil (Paris)                           | 25 août 2001       | Puteaux (Hauts-de-Seine)             | 144 jours      | Aurait fêté ses 110 ans deux semaines après son décès. Poilu                                                                                   |
| 26 juin 1999       | 3 avril 2001       | Alexis Daigneau           | 110 ans, 242 jours       | 4 août 1890       | Saint-Maurice-la-Fougereuse (Deux-Sèvres) | 3 avril 2001       | Thouars (Deux-Sèvres)                | 647 jours      | Poilu |
| 26 février 1997    | 26 juin 1999       | Théophane Rifosta         | 109 ans, 293 jours       | 6 septembre 1889  | Saint-Pierre (La Réunion)                 | 26 juin 1999       | Bois d'Olives (La Réunion)           | 838 jours      | 9e homme le plus âgé du monde et 3e citoyen européen le plus âgé à son décès. Poilu                                                            |
| 26 février 1997    | 10 mars 1997       | Jules Many                | 108 ans, 47 jours        | 22 janvier 1889   | Drôme                                     | 10 mars 1997       | Drôme                                | 12 jours       | |
| 10 janvier 1997    | 26 février 1997    | Léon-Clément Estivals     | 108 ans, 122 jours       | 26 octobre 1888   | Cassagnes-Comtaux (Aveyron)               | 26 février 1997    | Auzits (Aveyron)                     | 47 jours       | A fumé jusqu’à ses 100 ans |
| 7 février 1996     | 10 janvier 1997    | Louis-Arthur Bon          | 109 ans, 157 jours       | 6 août 1887       | Sainte-Foy-lès-Lyon (Rhône)               | 10 janvier 1997    | Drôme                                | 338 jours      | Poilu |
| 29 décembre 1995   | 7 février 1996     | Bernard Delhom            | 110 ans, 213 jours       | 9 juillet 1885    | Aldudes (Pyrénées-Atlantiques)            | 7 février 1996     | Paris                                | 40 jours       | 4e homme le plus âgé à son décès. Poilu |
| 8 juin 1992        | 29 décembre 1995   | Émile Fourcade            | 111 ans, 153 jours       | 29 juillet 1884   | Tlemcen (Algérie)                         | 29 décembre 1995   | Grenoble (Isère)                     | 1299 jours     | Poilu. Vice-doyen masculin de l'humanité (2e homme le plus âgé à son décès, après Christian Mortensen)                                         |
| 3 décembre 1991    | 8 juin 1992        | André Reynaud             | 108 ans, 37 jours        | 2 mai 1884        | Vienne                                    | 8 juin 1992        | Indre                                | 188 jours      | |
| 11 janvier 1991    | 3 décembre 1991    | Louis Brard               | 108 ans, 17 jours        | 16 novembre 1883  | Charente-Maritime                         | 3 décembre 1991    | Hauts-de-Seine                       | 326 jours      | |
| 18 juin 1990       | 11 janvier 1991    | Faustin Jaumard           | 107 ans, 212 jours       | 13 juin 1883      | Vaucluse                                  | 11 janvier 1991    | Alpes-de-Haute-Provence              | 207 jours      | |
| 19 mai 1986        | 18 juin 1990       | Henri Pérignon            | 110 ans, 247 jours       | 14 octobre 1879   | Cabourg (Calvados)                        | 18 juin 1990       | Saint-Arnoult (Calvados)             | 1491 jours     | Doyen masculin de l'humanité en juin 1990 (10 juin - 18 juin 1990) à la suite de la mort de l'Anglais John Evans.                              |
| 3 mai 1986         | 19 mai 1986        | Adolphe Gravelines        | 107 ans, 125 jours       | 14 janvier 1879   | Nord                                      | 19 mai 1986        | Nord                                 | 16 jours       | |
| NC                 | 3 mai 1986         | Pierre James              | 107 ans, 164 jours       | 20 novembre 1878  | Allier                                    | 3 mai 1986         | Allier                               | Pas de données | |
| NC                 | 17 mars 1977       | Jean Teillet              | 110 ans, 131 jours       | 6 novembre 1866   | Sainte-Hermine (Vendée)                   | 17 mars 1977       | Issy-les-Moulineaux (Hauts-de-Seine) | Pas de données | Il aurait été doyen masculin de l'humanité si le titre de Shigechiyo Izumi avait été invalidé.                                                 |

## Liste des doyennes et doyens des départements et collectivités d'outre-mer
| Du                | Au                | Nom                    | Sexe | Âge au décès (ou actuel) | Date de naissance | À                                 | Date de décès     | À                           | Durée          | Remarques |
| ----------------- | ----------------- | ---------------------- | ---- | ------------------------ | ----------------- | --------------------------------- | ----------------- | --------------------------- | -------------- | --- |
| 15 janvier 2025   |                   | Marie-Dominique Zadick | F    | 112 ans, 1 jour          | 14 août 1913      | Le Marin (Martinique)             |                   | Fort-de-France (Martinique) | 212 jours      | |
| 16 septembre 2022 | 15 janvier 2025   | Émilienne Bécarmin     | F    | 113 ans, 225 jours       | 4 juin 1911       | Saint-Claude (Guadeloupe)         | 15 janvier 2025   | Saint-Claude (Guadeloupe)   | 852 jours      | Personne la plus âgée à avoir vécu en Guadeloupe.                                                                             |
| 29 juin 2022      | 16 septembre 2022 | Juliana Sambin         | F    | 111 ans, 211 jours       | 17 février 1911   | Le Moule (Guadeloupe)             | 16 septembre 2022 | Le Moule (Guadeloupe)       | 79 jours       | |
| 5 octobre 2021    | 29 juin 2022      | Iréna Martial          | F    | 113 ans, 1 jour          | 28 juin 1909      | Le Gosier (Guadeloupe)            | 29 juin 2022      | Le Gosier (Guadeloupe)      | 267 jours      | Sœur aînée de Léone Béziat (1911-2021), elles forment le duo de sœurs le plus âgé de France.                                  |
| 21 septembre 2020 | 5 octobre 2021    | Jules Théobald         | H    | 112 ans, 171 jours       | 17 avril 1909     | Le Robert (Martinique)            | 5 octobre 2021    | Fort-de-France (Martinique) | 379 jours      | Premier Français à atteindre l’âge de 112 ans. Vice-doyen masculin de l'humanité.                                             |
| 18 juillet 2019   | 21 septembre 2020 | Marthe "Esther" Roch   | F    | 113 ans, 33 jours        | 19 août 1907      | Les Abymes (Guadeloupe)           | 21 septembre 2020 | Les Abymes (Guadeloupe)     | 431 jours      | |
| 26 décembre 2016  | 18 juillet 2019   | Julie Montabord        | F    | 113 ans, 92 jours        | 17 avril 1906     | Le Vauclin (Martinique)           | 18 juillet 2019   | Le Prêcheur (Martinique)    | 934 jours      | Fille de Félicité Jandia (1881-1992), elles forment le duo mère-fille le plus âgé de tous les temps.                          |
| 1er juillet 2016  | 26 décembre 2016  | Annoncia Irma Agathe   | F    | 110 ans, 275 jours       | 26 mars 1906      | Capesterre-Belle-Eau (Guadeloupe) | 26 décembre 2016  | La Plaine (Guadeloupe)      | 178 jours      | |
| 28 mai 2013       | 1er juillet 2016  | Eudoxie Baboul         | F    | 114 ans, 274 jours       | 1er octobre 1901  | Sinnamary (Guyane)                | 1er juillet 2016  | Cayenne (Guyane)            | 1130 jours     | Doyenne des Français. Personne la plus âgée ayant vécu en Guyane.                                                             |
| 29 octobre 2011   | 28 mai 2013       | Irénise Moulonguet     | F    | 112 ans, 203 jours       | 6 novembre 1900   | Basse-Pointe (Martinique)         | 28 mai 2013       | Morne-Rouge (Martinique)    | 577 jours      | Doyenne des Français. |
| 4 novembre 2010   | 29 octobre 2011   | Marie-Isabelle Diaz    | F    | 113 ans, 249 jours       | 22 février 1898   | Sidi Bel Abbès (Algérie)          | 29 octobre 2011   | La Possession (La Réunion)  | 359 jours      | Doyenne des Français. Personne la plus âgée à avoir vécu à La Réunion.                                                        |
| 28 décembre 2007  | 4 novembre 2010   | Eugénie Blanchard      | F    | 114 ans, 261 jours       | 16 février 1896   | Saint-Barthélemy                  | 4 novembre 2010   | Saint-Barthélemy            | 1042 jours     | Doyenne des Français puis doyenne de l'humanité. La personne ecclésiastique la plus âgée de tous les temps lors de son décès. |
| 1er mai 2007      | 28 décembre 2007  | Marie-Louise Lhuillier | F    | 112 ans, 185 jours       | 26 juin 1895      | Nouméa (Nouvelle-Calédonie)       | 28 décembre 2007  | Nouvelle-Calédonie          | 241 jours      | Personne la plus âgée ayant vécu en Nouvelle-Calédonie.                                                                       |
| 6 octobre 2005    | 1er mai 2007      | Mathilde-Octavie Tafna | F    | 112 ans, 46 jours        | 16 mars 1895      | Guadeloupe                        | 1er mai 2007      | Guadeloupe                  | 572 jours      | |
| 25 février 2000   | 6 octobre 2005    | Julia Sinédia-Cazour   | F    | 113 ans, 86 jours        | 12 juillet 1892   | Saint-Louis (La Réunion)          | 6 octobre 2005    | Saint-Louis (La Réunion)    | 2050 jours     | Personne la plus âgée à être née à La Réunion.                                                                                |
| 7 décembre 1992   | 25 février 2000   | Luce Maced             | F    | 113 ans, 299 jours       | 2 mai 1886        | Guadeloupe                        | 25 février 2000   | Martinique                  | 2636 jours     | Personne la plus âgée à avoir vécu en Martinique.                                                                             |
| NC                | 7 décembre 1992   | Félicité Jandia        | F    | 111 ans, 299 jours       | 12 février 1881   | Le Vauclin (Martinique)           | 7 décembre 1992   | Rivière-Pilote (Martinique) | Pas de données | |
| 18 mars 1971      | 7 avril 1974      | Laurence Entiope,      | F    | 111 ans, 119 jours       | 9 décembre 1862   | Le Marin (Martinique)             | 7 avril 1974      | Le Lamentin (Martinique)    | 1116 jours     | Doyenne des français puis doyenne de l'humanité.                                                                              |
| NC                | 18 mars 1971      | Émilie Coquerant       | F    | 108 ans, 181 jours       | 18 septembre 1862 | Martinique                        | 18 mars 1971      | Martinique                  | Pas de données | |
| NC                | 10 décembre 1965  | Ferdinise Nébolle      | F    | 110 ans, 207 jours       | 17 mai 1855       | Le Marin (Martinique)             | 10 décembre 1965  | Le Marin (Martinique)       | Pas de données | Doyenne des français et vice-doyenne de l’humanité.                                                                           |
| NC                | 12 juin 1837      | Barbe Dijoux           | F    | 103 ans, 149 jours       | 14 janvier 1734   | Saint-Pierre (La Réunion)         | 12 juin 1837      | Saint-Louis (La Réunion)    | Pas de données | |